# Jenő Konrád
Jenő Konrád, noto anche come Eugen Konrad, Eugenio Konrad o Eugène Conrad (Bácskapalánka, 13 agosto 1894 – New York, 15 luglio 1978), è stato un allenatore di calcio e calciatore ungherese, di ruolo difensore.

## Palmarès

### Giocatore

#### Competizioni nazionali
- Campionato ungherese: 4

MTK Budapest: 1913-1914, 1916-1917, 1917-1918, 1918-1919
- Coppa d'Ungheria: 2

MTK Budapest: 1911-1912, 1913-1914
- Campionato austriaco: 1

Austria Vienna: 1923-1924
- Coppa d'Austria: 2

Austria Vienna: 1920-1921, 1923-1924

### Allenatore

#### Competizioni nazionali
- Campionato austriaco: 1

Austria Vienna: 1925-1926
- Coppa d'Austria: 2

Austria Vienna: 1925-1926, 1935-1936
- Campionato rumeno: 2

Chinezul Timisoara: 1926-1927
Ripensia Timisoara: 1932-1933

#### Competizioni internazionali
- Coppa dell'Europa Centrale: 1

Austria Vienna: 1936